# Lenda de Santo Amaro da Ilha das Flores
A Lenda de Santo Amaro de Ponta Delgada é uma tradição oral da ilha das Flores, nos Açores. Justifica a localização da ermida de Santo Amaro na Baixa Rasa do Lajedo.

## Lenda
Vários objectos dão à costa nas ilhas açorianas. Aliado à grande dificuldade na importação de materiais, durante séculos este facto gerou um movimento de buscas pelas costas das ilhas. Eram encontrados os mais variados objectos, provenientes das embarcações naufragadas, a caminho da Europa ou do Continente Americano, e que chegavam trazidas pela Corrente do Golfo.
Segundo a lenda, um dia andavam homens na costa da ilha das Flores à procura de algum objecto que o mar tivesse atirado para a costa quando viram um madeiro na distância. Quando chegaram junto desse bocado de madeira aperceberam-se que se tratava de uma estatueta de Santo Amaro. A imagem foi encontrada há mais de trezentos anos junto ao rolo além da Baixa Rasa do Lajedo e dado como certo ser proveniente de alguma caravela ou nau que tivesse naufragado ao lago durante algum temporal.
Mas o povo, sempre muito crente nas acções do Divino, acreditou na sua grande maioria tratar-se de um milagre de Santo Amaro e passou a denominar aquela zona do calhau e às terras circundantes por Rolo de Santo Amaro. A imagem foi trazida para a igreja paroquial onde depois de devidamente limpa foi colocada num altar. No entanto, por mais tentativas que fossem feitas para o manter na igreja, o Santo Amaro fugia da igreja durante a noite e amanhecia todos os dias, estivesse bom ou mau tempo, no lugar onde fora encontrado.
Foi assim que o povo da freguesia e o padre, que deu este acontecimento como sobrenatural, se curvaram perante a vontade do Santo Amaro e então resolveram edificar uma capela no lugar que o santo tanto procurava. Segundo reza ainda a lenda, foi junto dessa ermida e por milagre do Santo Amaro que nasceu uma fonte de água cristalina a abundante que permitiu a produção de barro, ao irrigar abundantemente as terras em redor, que muito contribuiu para a própria edificação da ermida.
Actualmente a população da ilha das Flores celebra anualmente, no primeiro domingo de Setembro, o antigo talento de evasão protagonizado pela estátua de Santo Amaro.